# DJ帝
DJ帝（ディージェイみかど、1984年3月27日 - ）は、日本のクラブDJ、ラジオパーソナリティー、三味線奏者。
神奈川県横浜市出身。血液型はB型。特技は津軽弁。横浜を中心にDJ活動を行う傍ら、「ミカド雅峰」名義での三味線奏者としても知られる。日本民謡協会公認・民謡アンバサダー。

## 来歴
- 三味線の師範である母親の影響を受け、幼少期より唄・太鼓・三味線の芸道に親しむ。
- 津軽三味線を持ち半年後の1998年津軽三味線全国大会少年部銀賞受賞。紅白歌合戦でのバック演奏も経験。
- 2002年よりHIPHOPのDJとしてキャリアスタート。横浜のCLUB、DISCO、BARで活動中。2003年18歳の若さで横浜の大箱クラブの週末メインDJ、ギャランティを得るのは当時では異例だったという。
- 2014年、FMヨコハマ「FRIDAY NIGHT HOT MIX」でゲストとして初出演[3]。その後数回にわたり出演。
- 2017年、同局「PRIME TIME」にて木曜レギュラーとなり、ラジオDJ本格デビュー。19時の番組開始時点で、原則として毎週、横浜駅西口にて「帝点観測」と称するリポートを敢行、リスナーと直接触れ合う機会を持っている。
- 2018年、同局の夏キャンペーン「Shonan King：KANAGAWA SUBARU presents Shonan King REPORT」にて、単独のリポーターデビュー[4]。
- 2019年、同局の夏キャンペーン「Shonan King：KANAGAWA SUBARU presents Shonan King REPORT」リポーター。
- 2019年10月26日FMヨコハマの長寿番組「FUTURESCAPE」にて小山薫堂の代打DJ出演。
- 同局のイベントでは、機会あるごとに三味線の腕前を披露している。
- 2020年4月7日〜6月30日テレビ神奈川「青春音楽バラエティ 吉井さん〜オヤジの音楽狩り〜」の番組内の人気コーナー「あゆみくりかまきのやればできたよ！1,2,3！」にてDJくりかのDJ講師を務めた。

## 出演

### ラジオ
- PRIME TIME (FMヨコハマ、2017年4月 - )
- FUTURESCAPE (FMヨコハマ、2019年10月26日)
- CATCH OF SUMMER (FMヨコハマ、2021年8月27日)
- 民謡をたずねて (NHK-FM、2023年10月10日、10月17日)